# Песчанский (Курская область)
Песчанский — посёлок Беловского района Курской области;
по административному делению входит в состав Гирьянского сельсовета, с административным центром в деревне Гирьи, и не относится к расположенному рядом Песчанскому сельсовету в той же области, с административным центром в селе Песчаное.

## География
Посёлок расположен в «нестабильной», подтапливаемой, левобережной низине, образованной большой излучиной реки Псёл, на границе обширных торфяных полей, отделяющих посёлок от реки. Посёлок окружают земли плодородной чернозёмной зоны Беловского района, приблизительно в 8 км по прямой к северо-западу от районного центра. Климат — умеренно-континентальный. Характерной чертой климатических условий является большая продолжительность безморозного периода и достаточное количество осадков, благоприятных для сельского хозяйства.
С востока посёлок граничит с деревней Гирьи (2 км), с запада — с территорией Песчанского сельсовета (5 км), к югу — с территорией Вишневского сельсовета (5 км).

## История
Посёлок Песчанский возник и развивался как своеобразная хозяйственная база жителей деревни Гирьи, — торфяные поля представляли обширный ресурс для выпаса скота, заготовки топлива и выделки кирпичей. С появлением железнодорожной станции «Псёл» (в деревне Гирьи) появился и дополнительный импульс к освоению близлежащих к станции земель. На карте Генштаба 1936 года на месте посёлка отмечен безымянный совхоз, рядом — торфяные разработки, кирпичный завод и молочная ферма. Большинство жилых построек, очевидно, возникли вокруг существовавших хозяйственных комплексов уже после войны.
Указаом ПВС РСФСР от 22.10.1965 года посёлку сахкомбината «Коммунар» присвоено название Песчанский.
Посёлок имеет единую систему водо- и электроснабжения с деревней Гирьи, до 2011 года имел с этой деревней единую администрацию. 09 февраля 2011 года к Гирьянскому сельсовету, в который изначально входил посёлок Песчанский, были присоединены сёла Крупец и Камышное, сформировав, таким образом, новое единое «муниципальное образование» Беловского района Курской области — Гирьянский сельсовет.

## Население
| 2002 | 2010 |
| ---- | ---- |
| 287  | ↘255 |

По данным по состоянию на 2012 год в деревне числилось 85 дворов и 270 жителей, из них 91 — в трудоспособном возрасте и 121 — на пенсии.
Согласно результатам переписи 2002 года, в национальной структуре населения русские составляли 94 % от 287 жителей